# Manuela Schwesig
Manuela Schwesig (Frankfurt (Oder), 23 mei 1974 als Manuela Frenzel) is een Duitse politica van de Sozialdemokratische Partei Deutschlands (SPD). Sinds 4 juli 2017 is zij minister-president van de Duitse deelstaat Mecklenburg-Voor-Pommeren. Tevens is zij voorzitter van de SPD in die deelstaat. 

## Biografie
Manuela Schwesig groeide op in de plaats Seelow, die tot de Duitse hereniging in 1990 deel uitmaakte van de DDR. Zij behaalde het gymnasium-diploma en studeerde in 1995 af als Diplom-Finanzwirtin, vergelijkbaar met een inspecteur bij de Belastingdienst in Nederland. Ze werkte ook een aantal jaren voor de belastingdienst in Schwerin, de hoofdstad van Mecklenburg-Voor-Pommeren.

### Ministerschappen
In 2003 werd Schwesig lid van de SPD. Haar politieke loopbaan begon een jaar later, toen ze gekozen werd in de gemeenteraad van Schwerin. Daar fungeerde zij vanaf 2007 tevens als fractievoorzitter van haar partij. In oktober 2008 werd Schwesig benoemd tot minister van Sociale Zaken en Gezondheid in de regering van Mecklenburg-Voor-Pommeren. Haar partijgenoot Erwin Sellering was destijds minister-president. Na de deelstaatverkiezingen van 2011, waarbij ze voor het eerst werd verkozen in de Landdag, kreeg ze als minister de verantwoordelijkheid over Sociale Zaken, Werkgelegenheid en Gelijkheid.
In december 2013 verliet Schwesig de deelstaatregering voortijdig om de overstap te maken naar de landelijke politiek. Ze was gevraagd om plaats te nemen in de Duitse bondsregering en wel in het derde kabinet van Angela Merkel als minister voor Familie, Senioren, Vrouwen en Jeugd. Op 17 december 2013 werd ze als zodanig beëdigd. Als bondsminister voerde ze onder meer een vrouwenquotum in voor de bestuursraden van grote, beursgenoteerde bedrijven. Haar initiatief om het familiestemrecht in de wet te verankeren kreeg echter onvoldoende steun.

### Minister-president van Mecklenburg-Voor-Pommeren
Schwesig diende haar ambtstermijn als bondsminister niet volledig uit. Toen Erwin Sellering in juli 2017 zijn taken als minister-president en partijleider van de SPD in Mecklenburg-Voor-Pommeren wegens gezondheidsredenen moest neerleggen, werd zij naar voren geschoven om hem op te volgen. Haar plaats in het federale kabinet werd overgenomen door Katarina Barley. Schwesigs eerste regering was in feite een voortzetting van het voorgaande kabinet-Sellering III en betrof een grote coalitie van de partijen SPD en CDU.
Schwesig was vanaf 2009 een van de vicevoorzitters van de SPD op landelijk niveau. Na het voortijdige vertrek van partijvoorzitter Andrea Nahles in juni 2019 nam zij, samen met Thorsten Schäfer-Gümbel en Malu Dreyer, gedurende drie maanden het voorzitterschap waar.
In september 2021 vonden in Mecklenburg-Voor-Pommeren nieuwe Landdagverkiezingen plaats waarbij Schwesig voor het eerst aantrad als Spitzenkandidat. Ze leidde de SPD naar bijna 40% van de stemmen, het beste resultaat voor de partij sinds 2002. Coalitiepartner CDU verloor echter sterk en in de hieropvolgende regeringsonderhandelingen smeedde Schwesig samen met Die Linke een zogeheten rood-rode coalitie. De regering-Schwesig II trad aan op 15 november 2021.
In oktober 2023 werd Schwesig voor de periode van een jaar benoemd tot voorzitter van de Bondsraad. In die hoedanigheid was zij in maart 2024 aanwezig bij de opening van het Nationaal Holocaust Museum in Amsterdam.

### Persoonlijk
Schwesig woont met haar echtgenoot Stefan Schwesig in Schwerin. Zij hebben samen een zoon en een dochter. Op 31 juli 2010 trad de (tot dan toe niet-kerkelijke) Schwesig toe tot de Evangelisch-Lutherse Kerk, toen ze zich samen met haar echtgenoot en hun zoon liet dopen. In 2019 werd borstkanker bij Schwesig vastgesteld, die volgens haar artsen goed behandelbaar was. In mei 2020 werd ze genezen verklaard.